# Valley Falls (Kansas)
Valley Falls es una ciudad ubicada en el condado de Jefferson en el estado estadounidense de Kansas. En el año 2010 tenía una población de 1192 habitantes y una densidad poblacional de 627,37 personas por km².

## Geografía
Valley Falls se encuentra ubicada en las coordenadas 39°20′35″N 95°27′38″O / 39.34306, -95.46056 (39.342936, -95.460584).

## Demografía
Según la Oficina del Censo en 2000 los ingresos medios por hogar en la localidad eran de $34,018 y los ingresos medios por familia eran $41,500. Los hombres tenían unos ingresos medios de $28,000 frente a los $21,771 para las mujeres. La renta per cápita para la localidad era de $15,626. Alrededor del 7.9% de la población estaban por debajo del umbral de pobreza.